# Axrisp
Axrisp (Psylliostachys suworowii) är en triftväxtart som först beskrevs av Eduard August von Regel, och fick sitt nu gällande namn av Roshkova. Axrisp ingår i släktet axrispar, och familjen triftväxter. Arten förekommer tillfälligt i Sverige, men reproducerar sig inte.